# ردیف کلش

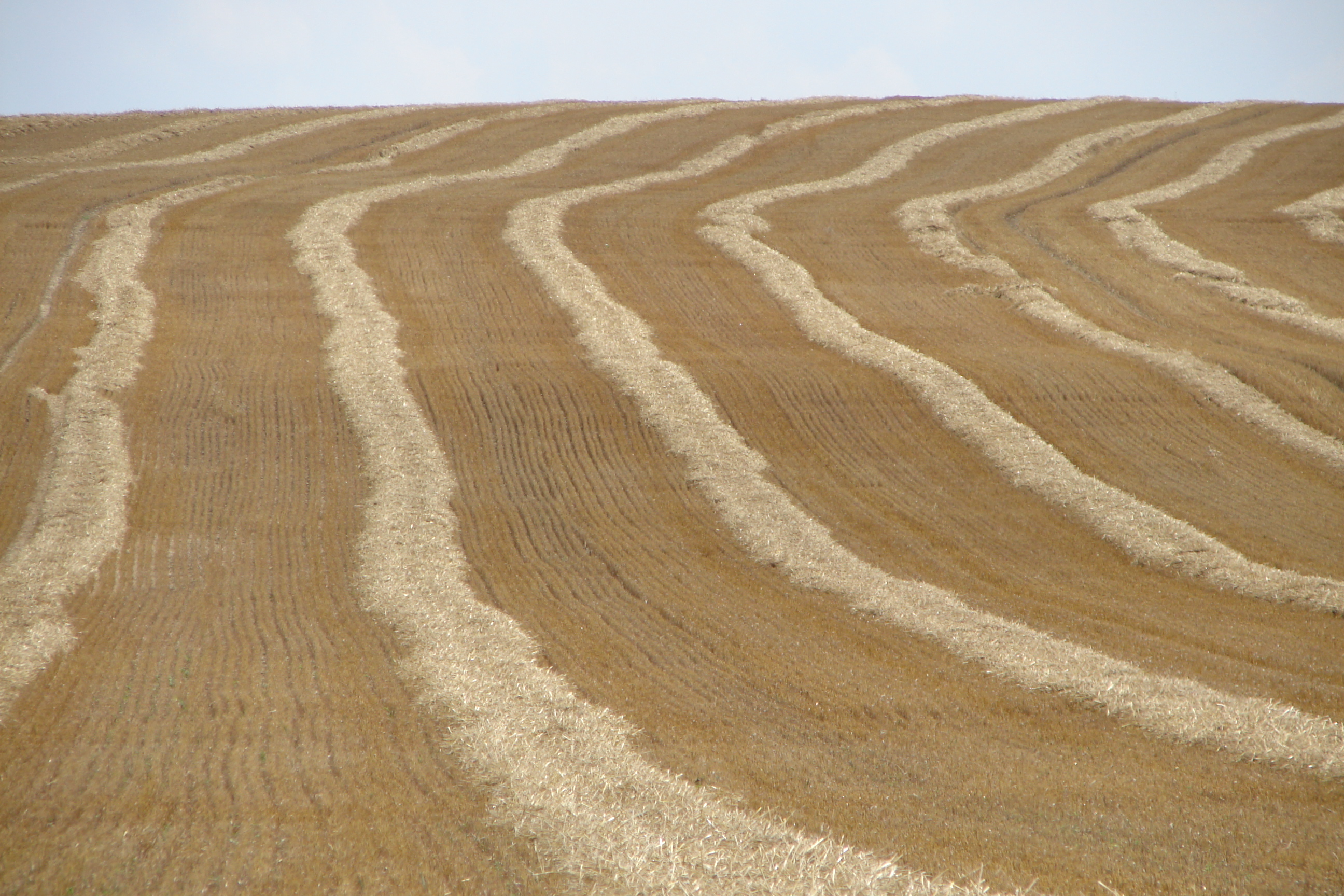
ردیف‌گذاری کاه همراه با کلش

ردیف کُلِش یا ردیف‌گذاری کُلِش (به انگلیسی: Windrow)، ردیفی از یونجه بریده‌شده یا محصول دانه‌ریز است. به کلش‌ها اجازه داده می‌شود تا پیش از عدل‌بندی، ترکیب یا رول شدن خشک شوند. برای یونجه، ردیف‌ها اغلب توسط یک چنگک یونجه (hay rake) تشکیل می‌شود، که یونجه‌های بریده‌شده توسط ماشین چمن‌زنی یا داس را به یک ردیف تبدیل می‌کند، یا ممکن است به‌طور طبیعی در هنگام برداشت یونجه تشکیل شود. برای محصولات ریزدانه‌ای که قرار است برداشت شوند، ردیفی تشکیل می‌شود که هم محصول را قطع می‌کند و هم ردیف کلش را تشکیل می‌دهد.